# Taça Cidade de São Luís 2007
In 2007 werd de zesde editie van de Taça Cicade de São Luís gespeeld voor voetbalclubs uit Braziliaanse staat Maranhão. De competitie werd gespeeld van 21 januari tot 7 mei en werd georganiseerd door de FMF. Sampaio Corrêa werd de winnaar.

## Eerste toernooi

### Eerste fase
| Plaats | Club           | Wed. | W | G | V | Saldo | Ptn. |
| ------ | -------------- | ---- | - | - | - | ----- | ---- |
| 1.     | Chapadinha     | 7    | 5 | 2 | 0 | 9:2   | 17   |
| 2.     | Moto Club      | 7    | 4 | 2 | 1 | 16:7  | 14   |
| 3.     | Sampaio Corrêa | 7    | 3 | 2 | 3 | 7:8   | 11   |
| 4.     | Imperatriz     | 7    | 3 | 1 | 3 | 14:8  | 10   |
| 5.     | Santa Quitéria | 7    | 2 | 3 | 2 | 11:9  | 9    |
| 6.     | Bacabal        | 7    | 2 | 1 | 4 | 9:10  | 7    |
| 7.     | Nacional       | 7    | 2 | 1 | 4 | 6:15  | 7    |
| 8.     | Comerciário    | 7    | 1 | 0 | 6 | 9:22  | 3    |

|  | Geplaatst voor tweede fase |

### Tweede fase
In geval van gelijkspel gaat de club met het beste resultaat in de eerste fase door. 
|  | halve finale   | halve finale | halve finale | halve finale |  |            | finale | finale | finale | finale |
|  |                |              |              |              |  |            |        |        |        |        |
|  |                |              |              |              |  |            |        |        |        |        |
|  | Imperatriz     | 1            | 0            | 1            |  |            |        |        |        |        |
|  | Chapadinha     | 0            | 0            | 0            |  |            |        |        |        |        |
|  |                |              |              |              |  | Imperatriz | 1      | 2      | 3      |        |
|  |                |              |              |              |  | Moto Club  | 0      | 1      | 1      |        |
|  | Sampaio Corrêa | 1            | 1            | 2            |  |            |        |        |        |        |
|  | Moto Club      | 1            | 1            | 2            |  |            |        |        |        |        |

## Tweede toernooi

### Eerste fase
| Plaats | Club           | Wed. | W | G | V | Saldo | Ptn. |
| ------ | -------------- | ---- | - | - | - | ----- | ---- |
| 1.     | Sampaio Corrêa | 7    | 4 | 3 | 0 | 15:7  | 15   |
| 2.     | Comerciário    | 7    | 4 | 1 | 2 | 14:8  | 13   |
| 3.     | Bacabal        | 7    | 3 | 3 | 1 | 8:6   | 12   |
| 4.     | Chapadinha     | 7    | 3 | 2 | 2 | 10:6  | 11   |
| 5.     | Imperatriz     | 7    | 3 | 1 | 3 | 6:5   | 10   |
| 6.     | Moto Club      | 7    | 2 | 3 | 2 | 8:10  | 9    |
| 7.     | Santa Quitéria | 7    | 1 | 2 | 4 | 10:15 | 5    |
| 8.     | Nacional       | 7    | 0 | 1 | 6 | 7:21  | 1    |

|  | Geplaatst voor tweede fase |

### Tweede fase
|  | halve finale   | halve finale | halve finale | halve finale |  |                | finale | finale | finale | finale |
|  |                |              |              |              |  |                |        |        |        |        |
|  |                |              |              |              |  |                |        |        |        |        |
|  | Chapadinha     | 0            | 1            | 1            |  |                |        |        |        |        |
|  | Sampaio Corrêa | 1            | 3            | 4            |  |                |        |        |        |        |
|  |                |              |              |              |  | Sampaio Corrêa | 2      | 1      | 3      |        |
|  |                |              |              |              |  | Bacabal        | 2      | 0      | 2      |        |
|  | Bacabal        | 7            | 3            | 10           |  |                |        |        |        |        |
|  | Comerciário    | 1            | 1            | 2            |  |                |        |        |        |        |

## Finale
Sampaio Corrêa won omdat het beter presteerde in de toernooien.
Heen
|          |            |       |                |            |
| 28 april | Imperatriz | 0 – 0 | Sampaio Corrêa | Imperatriz |
| 28 april |            |       |                | Imperatriz |

Terug
|             |                |       |            |                                                                                     |
| 7 mei 17:00 | Sampaio Corrêa | 0 – 0 | Imperatriz | Estádio Nhozinho Santos, São Luís Toeschouwers: 8.110 Scheidsrechter: Lucas Lindoso |
| 7 mei 17:00 |                |       |            | Estádio Nhozinho Santos, São Luís Toeschouwers: 8.110 Scheidsrechter: Lucas Lindoso |

## Kampioen
| Taça Cicade de São Luís 2007       |
| São Luís                           |
| ---------------------------------- |
| SAMPAIO CORRÊA Kampioen (1° titel) |